# The Last Story
The Last Story (jap. ラストストーリー, Rasuto Sutōrī) ist ein Rollenspiel des Entwicklerstudios Mistwalker für die Spielkonsole Wii. Verantwortlich zeichnet der japanische Entwickler Hironobu Sakaguchi. Die Musik wurde von Nobuo Uematsu komponiert. In Nordamerika übernahm Xseed Games anstelle von Nintendo den Verlag.

## Handlung
Der junge Zael ist Mitglied einer Gruppe von Söldnern, auf der Insel Lazulis, welche Teil eines großen Kaiserreiches ist. Zael schlägt sich als Söldner durch, doch träumt davon ein Ritter zu werden. Als er die entflohene Nichte des Herrschers der Insel rettet, kommt er seinem Ziel so nah wie noch nie.

## Rezeption
Das Spiel erhielt gute Kritiken. Das deutschsprachige Konsolenspielmagazin GamePro lobt das klassische Rollenspiel als „Fest für Nostalgiker“. Das Spiel hebe sich durch ein actionreiches Kampfsystem von anderen Spielen des Genres ab. Die Handlung wird allerdings als etwas flach bezeichnet.

„Klassisch östliches Rollenspiel mit dynamischem Kampfsystem, sympathischen Charakteren und schön erzählter Geschichte.“